# Warakurna
Warakurna – miasto w Australii, w stanie Australia Zachodnia.